# Nils Remess
Nils Remess (* 19. Mai 1990 in Riga, Lettische SSR, Sowjetunion) ist ein lettischer Eishockeyspieler mit der Staatsbürgerschaft der Vereinigten Arabischen Emirate, der seit 2014 bei den Abu Dhabi Storms in der Emirates Ice Hockey League unter Vertrag steht.

## Karriere
Nils Remess begann seine Karriere als Eishockeyspieler in seiner Heimatstadt Riga. Von 2006 bis 2009 spielte er für den HK Prizma Riga, bei dem er auch einige Spiele in der lettischen Eishockeyliga absolvierte. Nachdem er seine Karriere für fünf Jahre unterbrochen hatte, wechselte er 2014 in die Vereinigten Arabischen Emirate, wo er seither für die Abu Dhabi Storms, mit denen er 2019 die Emirates Ice Hockey League gewann, spielt.

### International
Nach seiner Einbürgerung vertrat Remess die Vereinigten Arabischen Emirate 2019 bei der erfolgreichen Qualifikation zur Weltmeisterschaft der Division III und den Weltmeisterschaften der Division III 2022 sowie der Division II 2023 und 2024.

## Erfolge und Auszeichnungen
- 2019 Meister der Vereinigten Arabischen Emirate mit den Abu Dhabi Storms

### International
- 2019 Qualifikation für die Division III bei der Qualifikation zur Weltmeisterschaft der Division III
- 2022 Aufstieg in die Division II, Gruppe B, bei der Weltmeisterschaft der Division III, Gruppe A
- 2023 Aufstieg in die Division II, Gruppe A, bei der Weltmeisterschaft der Division II, Gruppe B